# Xã Canosia, Quận St. Louis, Minnesota
Xã Canosia (tiếng Anh: Canosia Township) là một xã thuộc quận St. Louis, tiểu bang Minnesota, Hoa Kỳ. Năm 2010, dân số của xã này là 2.158 người.